# Cronologia do Esporte Clube Vitória
Essa página mostra a cronologia do Esporte Clube Vitória.

## Primeiros anos
- 13 de maio de 1899 — Fundado como Club de Cricket Victoria.
- 22 de maio de 1901 — Primeira partida do Victoria.
- 1902 — Club de Cricket Victoria muda seu nome para Sport Club Victoria.
- 1902 — Victoria adota as cores rubro-negras atuais, vermelho e preto (antes usava o preto e branco).
- 13 de setembro de 1902 – Primeira partida que pode ser considerada oficial do Victoria.
- 1903 — É criado o escudo náutico que remetia aos esportes náuticos, na qual o Victoria se destacava à época.
- 1904 — Victoria, juntamente com outros clubes, funda a Liga Baiana de Esportes Terrestres, o atual Campeonato Baiano de Futebol.
- 1908 — Campeão do Campeonato Baiano, seu primeiro título.
- 1909 — Campeão do Campeonato Baiano, seu segundo título.
- 1910 — Victoria enfrenta uma era do amadorismo, permanecendo por 43 anos sem o título do Campeonato Baiano.
- 1926 — Campeão do Torneio Início, seu primeiro título.

## Década de 1940
- 1941 — Campeão do Torneio Início, seu segundo título.
- 1942 — Campeão do Torneio Início, seu terceiro título.
- 1943 — Campeão do Torneio Início, seu quarto título.
- 1944 — Campeão do Torneio Início, seu quinto título.
- 1944 — Campeão do Torneio da Festa da Uva.
- 1946 — É adotado o nome atual, Esporte Clube Vitória, além do escudo atual com o ano de fundação sob o brasão do clube.
- 1949 — Campeão do Torneio Início, seu sexto título.

## Década de 1950
- 1953 — Campeão do Torneio Início, seu sétimo título.
- 1953 — Campeão do Campeonato Baiano, seu terceiro título.
- 1955 — Campeão do Campeonato Baiano, seu quarto título.
- 1995 — Campeão do Torneio Início, seu oitavo título.
- 1957 — Campeão do Campeonato Baiano, seu quinto título.
- 1958 — Campeão do Torneio Início, seu nono título.

## Década de 1960
- 1961 — Campeão do Torneio Início, seu décimo título.
- 1964 — Campeão do Campeonato Baiano, seu sexto título.
- 1965 — Campeão do Campeonato Baiano, seu sétimo título.
- 1965 — Campeão da Taça Brasil Zona Nordeste, seu primeiro título.
- 1966 — Campeão da Taça Brasil Zona Nordeste, seu segundo título.

## Década de 1970
- 1972 — Campeão do Campeonato Baiano, seu oitavo título.
- 1972 — Vitória compra terreno e começa a erguer o seu centro de treinamentos.
- 1976 — Campeão do Torneio José Américo de Almeida Filho, a atual Copa do Nordeste de Futebol, seu primeiro título.

## Década de 1980
- 1980 — Campeão do Campeonato Baiano, seu nono título.
- 1980 — Campeão do Torneio Início, seu décimo primeiro título.
- 1.º de agosto de 1985 — É lançado o novo hino ("Leão da Barra"), composto por Walter Queiroz Júnior.
- 1985 — Campeão do Campeonato Baiano, seu décimo título.
- 11 de novembro de 1986 — É inaugurado seu próprio estádio, o Manoel Barradas.
- 1989 — Campeão do Campeonato Baiano, seu décimo primeiro título.
- 1989 — Campeão da Copa Repescagem CBF.

## Década de 1990
- 1990 — Campeão do Campeonato Baiano, seu décimo segundo título.
- 25 de agosto de 1991 — É entregue o estádio Manoel Barradas completamente reformulado.
- 1992 — Campeão do Torneio Internacional Senegal-Brasil, em Dakar.
- 1992 — Campeão do Campeonato Baiano, seu décimo terceiro título.
- 1992 — Vice-campeão da Série B do Campeonato Brasileiro.
- 1993 — Vice-campeão do Campeonato Brasileiro.
- 1995 — Campeão do Campeonato Baiano, seu décimo quarto título.
- 1996 — Campeão do Campeonato Baiano, seu décimo quinto título.
- 1996 — Campeão da Taça Maria Quitéria.
- 1997 — Campeão do Troféu Cidade de Valladolid, em Valladolid.
- 1997 — Campeão da Copa do Nordeste, seu segundo título.
- 1997 — Campeão do Campeonato Baiano, seu décimo sexto título.
- 1997 — 5.º colocado da Copa Conmebol.
- 1999 — Campeão do Campeonato Baiano, seu décimo sétimo título.
- 1999 — Campeão da Copa do Nordeste, seu terceiro título.
- 1999 — 3.º colocado do Campeonato Brasileiro.
- 1999 — 3.º colocado na Seletiva para Copa Libertadores das Américas.
- 1999 — Vitória se torna membro do Clube dos 13.[1]

## Década de 2000
- 2000 — Campeão do Campeonato Baiano, seu décimo oitavo título.
- 2002 — Campeão do Campeonato Baiano, seu décimo nono título.
- 2003 — Campeão da Copa do Nordeste, seu quarto título.
- 2003 — Campeão do Campeonato Baiano, seu vigésimo título.
- 2004 — Campeão do Campeonato Baiano, seu vigésimo primeiro título.
- 2004 — Campeão da Taça Estado da Bahia, seu primeiro título.
- 2004 — 3.º colocado da Copa do Brasil.
- 2004 — Vitória é rebaixado para a Série B do Campeonato Brasileiro.
- 2005 — Campeão do Campeonato Baiano, seu vigésimo segundo título.
- 2005 — Campeão da Taça Estado da Bahia, seu segundo título.
- 2005 — Vitória é rebaixado para a Série C do Campeonato Brasileiro.
- 2006 — Campeão da Taça Estado da Bahia, seu terceiro título.
- 2006 — Vice-campeão da Série C do Campeonato Brasileiro.
- 2006 — Vitória sobe para a Série B do Campeonato Brasileiro.
- 2007 — Campeão do Campeonato Baiano, seu vigésimo terceiro título.
- 2007 — Vitória sobe para a Série A do Campeonato Brasileiro.
- 2008 — Campeão do Campeonato Baiano, seu vigésimo quarto título.
- 2008 — Vitória é classificado para disputar a Copa Sul-Americana.
- 2009 — Campeão do Campeonato Baiano, seu vigésimo quinto título.
- 2009 — Vitória é classificado para disputar a Copa Sul-Americana.

## Década de 2010
- 2010 — Campeão do Campeonato Baiano, seu vigésimo sexto título.
- 2010 — Campeão da Copa do Nordeste, seu quinto título.
- 2010 — Vice-campeão da Copa do Brasil.
- 2010 — Vitória é rebaixado para a Série B do Campeonato Brasileiro.
- 2011 — 5.º colocado da Série B do Campeonato Brasileiro.[2]
- 2012 — Vitória sobe para a Série A do Campeonato Brasileiro.
- 2012 — Vitória lança a campanha "Meu Sangue é Rubro-Negro", com repercussão mundial.[3]
- 2013 — Campeão do Campeonato Baiano, seu vigésimo sétimo título.
- 2013 — 5.º colocado da Série A do Campeonato Brasileiro, fazendo a melhor campanha de um clube do Nordeste na era dos pontos corridos desde a disputa dessa fórmula em 2003. Campanha somente igualada até então ao do Sport em 2015, com a mesma pontuação (59 pontos) porém uma posição a mais, em 6.º.[4][5]
- 2013 — Vitória é classificado para disputar a Copa Sul-Americana.
- 2014 — Na mais recente pesquisa sobre o número de torcidas no Brasil (Ibope-Lance!), Vitória aparece como a segunda maior do Nordeste e a 14ª do Brasil, com 2,6 milhões de torcedores ou 1,3% do total.[6]
- 2014 — Vitória é rebaixado para a Série B do Campeonato Brasileiro.
- 2015 — Vitória sobe para a Série A do Campeonato Brasileiro.
- 2016 — Campeão do Campeonato Baiano, seu vigésimo oitavo título.
- 2017 — Campeão do Campeonato Baiano, seu vigésimo nono título.

## Década de 2020
- 2023 — Campeão do Campeonato Brasileiro - Série B, seu primeiro título!